# Milan des marais
Rostrhamus sociabilis
Genre
Espèce
Statut de conservation UICN

 LC  : Préoccupation mineure
Répartition géographique
Statut CITES
Le Milan des marais (Rostrhamus sociabilis) est une espèce de rapaces de la famille des Accipitridae, la seule du genre Rostrhamus.

## Description
C'est un oiseau assez grand (45 cm de long, 120 cm d'envergure).

Le mâle adulte a un plumage foncé, bleu-gris, et des pattes et serres rouges.

La femelle adulte est plus foncée sur la partie dorsale, et plus claire sur la face ventrale, striée. Sa face est blanchâtre avec des zones plus foncées derrière et au-dessus de l'œil. Les pattes et serres sont jaunes à orange.

Les immatures ressemblent aux femelles adultes, mais avec un plumage strié.

Un vol lent et planant lui permet de repérer les escargots dont il se nourrit.

## Alimentation

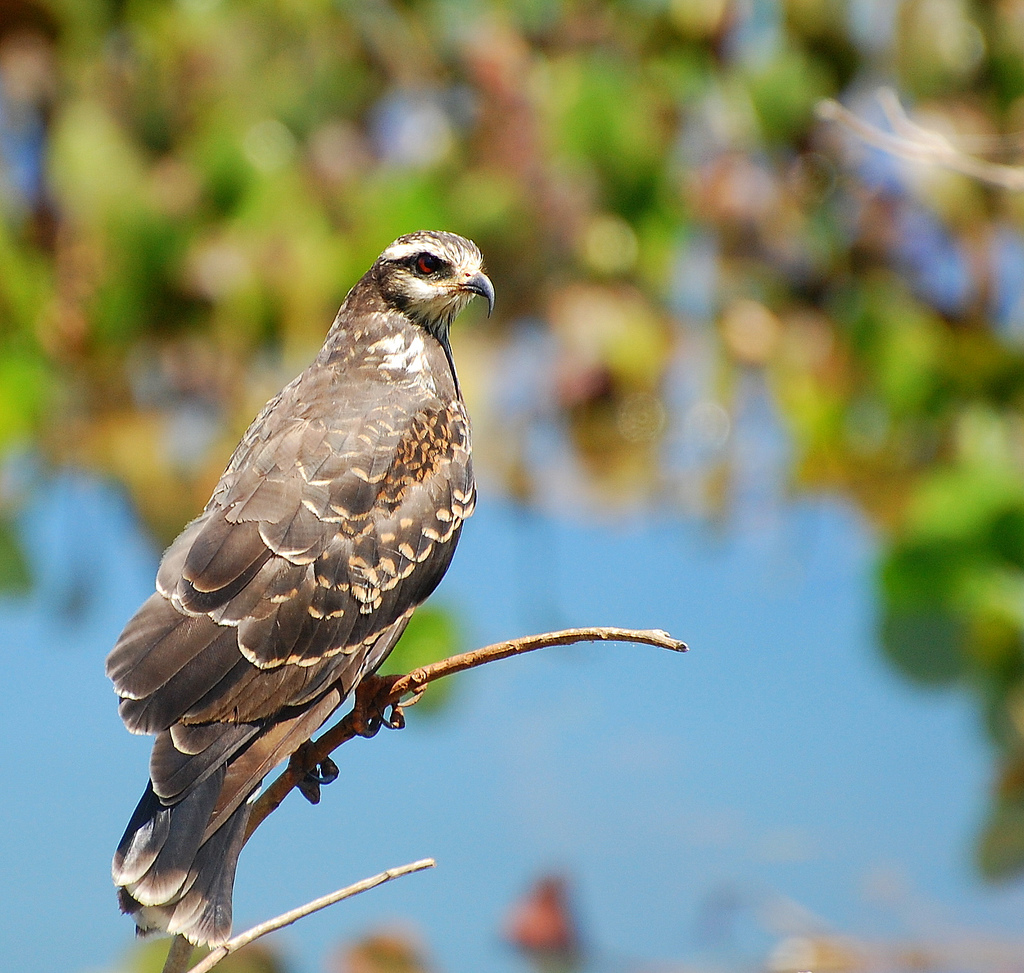
Une femelle.

Son régime alimentaire, inhabituel chez les rapaces, est essentiellement constitué d'un gros escargot amphibie (Pomacea bridgesii) qui a la particularité de disposer à la fois d'un système pulmonaire et branchial. En mai 2007, un observateur a prétendu avoir découvert un oiseau s'alimentant dans une ferme aquacole élevant des écrevisses au sud-est de la Caroline du Sud aux États-Unis. Si ceci était confirmé, les écrevisses seraient peut-être à considérer comme une autre nourriture de cet oiseau

## Habitat et répartition
Cet oiseau peuple les vastes zones humides d'eau douce.
Il vit dans les zones tropicales ou chaudes du continent américain (Amérique du Sud, Caraïbes et Amérique centrale et sud de l'Amérique du Nord en Floride).

## Reproduction
Il niche dans les buissons ou au sol. La femelle pond 3 à 4 œufs.

## Menaces
Cette espèce n'est pas menacée sur l'ensemble de son territoire, mais elle est classée en voie de disparition en Floride (Everglades) aux États-Unis où une population relictuelle de moins de 400 couples reproducteurs est suivie.
- Dégradation et destruction d'habitat : des études ont montré que la régulation des niveaux d'eau dans les Everglades a été défavorable aux populations d'escargots consommés par ces oiseaux. Environ la moitié des zones humides des Everglades sont maintenant criblées de canaux, digues et aménagements qui causent des alternances de sécheresses et d'inondations qui dessèchent les œufs des escargots ou empêchent le développement des escargots adultes[2]. En 25 ans (du milieu des années 1990 à 2015 « leur population a diminué de dix fois » et « les escargots indigènes ont tout simplement disparu ». Ils ont finalement trouvé une source alternative de nourriture avec l'invasion des Everglades par un escargot exotique envahissant, de la taille d'une balle de golf, probablement introduit à partir d'aquariums domestiques, pouvant survivre à la sécheresse et aux inondations, pondant plus d'œufs et plus longévifs[2]. La population de milan des marais, alors sauvé de la famine est passé en quelques années de 800 individus à  1700 oiseaux (vers 2014).

- Maladie émergente : dans les Everglades, un nombre important d'oiseaux meurent depuis peu d'une maladie neurodégénérative encore mal comprise, dite maladie des oiseaux fous Avian vacuolar myelinopathy (en) ou AVM[2],[3]. Il semble que tous les oiseaux victimes de cette maladie ont consommé une cyanobactérie qui se développe sur les feuilles d'une plante aquatique (Hydrilla) également introduite et invasive ; des milliers de canards et autres oiseaux d'eau deviennent léthargiques puis ne peuvent plus voler ni se nourrir[3]. Les naturalistes et scientifiques de Floride craignent aussi que le Milan des marais y soit exposé (et vulnérable car son régime alimentaire est essentiellement constitué de gros escargots aquatiques qui consomment ces algues sur les feuilles de plantes aquatiques[3]). En 2016, des scientifiques se préparent à faire couper les plantes aquatiques proches de la surface dans les lacs contaminés par cette algue bleue[3].

## Taxinomie
Selon la classification de référence du Congrès ornithologique international (15.1, 2025) il se répartit en quatre sous-espèces (ordre philogénique) :
- R. s. plumbeus Ridgway, 1874 — Floride ;
- R. s. levis Friedmann, 1933 — Cuba ;
- R. s. major Nelson & Goldman, 1933 — de l'est du Mexique au Honduras ;
- R. s. sociabilis (Vieillot, 1817) — du Nicaragua au nord-est de l'Argentine.